# Counting Crows
Counting Crows es una banda estadounidense de rock alternativo originaria de Berkeley, California. Alcanzó gran notoriedad a mediados de la década de los 90, a raíz del lanzamiento de su álbum debut August and Everything After y gracias al éxito "Mr. Jones".

## Historia
El cantante Adam Duritz y el guitarrista David Bryson (ambos miembros de la banda The Himalayans) formaron Counting Crows en San Francisco en 1991.
El origen del nombre Counting Crows (traducción literal en español: Contando Cuervos) proviene de una rima infantil que aparece en la película Signs of Life y que Adam Duritz incluyó en la canción "A Murder Of One", en donde canta: I dreamt I saw you walking up a hillside in the snow / Casting shadows on the winter sky as you stood there counting crows" ("soñé que te vi subiendo una colina, en la nieve / trazando sombras sobre el cielo invernal, mientras estabas allí parada, contando cuervos"). La rima: "One for sorrow Two for joy / Three for girls and four for boys / Five for silver Six for gold and / Seven for a secret never to be told" ("Uno por la tristeza, dos por la alegría, tres por las niñas y cuatro por los niños, cinco por la plata, seis por el oro, siete por un secreto que jamás será contado").
En 1993 la banda había crecido con Duritz, Bryson, Matt Malley en el bajo, Charley Gillingham en los teclados y Steve Bowman en la percusión haciéndose muy comunes en la escena musical del área de la Bahía de San Francisco.
Desde el comienzo, los Counting Crows se enfocaron en participaciones en vivo hasta que debutan con el álbum August and Everything After, producido por T-Bone Burnett.
Y es cuando la banda comenzó a hacer intensos tours de 1993 hasta 1994 junto a artistas como Cracker, The Cranberries, Bob Dylan, Los Lobos, Jellyfish, y Midnight Oil. El disco se convierte en uno de los álbumes de más rápida venta desde el Nevermind de Nirvana. Sus ventas se estiman en 7 millones de copias.
En diciembre de 1993, MTV comenzó a promocionar el video de "Mr. Jones" convirtiéndose en un éxito inesperado. La canción trata sobre el bajista de su antigua agrupación, The Himalayans, amigo de la niñez de Duritz y describe el deseo de los músicos por alcanzar sus sueños.
A August and Everything After le siguieron otros de menor éxito, pero con canciones consiguieron una gran repercusión, como son "A Long December", "Big Yellow Taxi", "Accidentally in Love" (canción incluida en la banda sonora de Shrek 2) o "Colorblind" (canción incluida en la banda sonora original de la película estadounidense Cruel Intentions).
Reciben una nominación a los premios de la Academia por su tema Accidentally in Love, tema de la película Shrek 2.
Saturday Nights & Sunday Mornings (Noches de sábado y mañanas de domingo) es el quinto álbum de estudio de Counting Crows, lanzado en Estados Unidos el 25 de marzo de 2008. Está dividido temáticamente en dos partes: música rock en Saturday Nights y con una influencia country en Sunday Mornings.
La parte llamada Saturday Nights fue producida por Gil Norton (quien produjo el segundo álbum de la banda, Recovering the Satellites), mientras que Sunday Mornings fue producido por Brian Deck, conocido por su producción del álbum The Moon and Antarctica de Modest Mouse.
El 16 de enero de 2008, la banda lanzó un sencillo digital para descarga gratuita en su sitio oficial con las canciones "1492" (como cara A) y "When I Dream of Michelangelo" (como cara B).
El primer sencillo, "You Can't Count on Me," fue lanzado en las estaciones de radio el 4 de febrero de 2008. Un video musical de la canción fue lanzado el 20 de marzo de 2008.
El álbum debutó en el puesto #3 en Billboard 200.
Somewhere Under Wonderland es el séptimo álbum de estudio de la banda estadounidense de rock Counting Crows, lanzado el 2 de septiembre de 2014 en los Estados Unidos a través de Capitol Records, y el 15 de septiembre de 2014 en el Reino Unido, a través de Virgin EMI.
Durante la pandemia por el Covid-19 los planes de Counting Crows para publicar nuevo material se vieron retrasados de forma inevitable. Finalmente, hubo que esperar hasta abril de 2021 para escuchar su nuevo sencillo, Elevator Boots, canción que forma parte de su EP titulado Butter Miracle , Suite One, que incluía cuatro temas inéditos de la banda y que fue lanzado al mercado el 21 de mayo de 2021.

## Discografía

### Discos de estudio
- August and Everything After (1993)
- Recovering the Satellites (1996)
- This Desert Life (1999)
- Hard Candy (2002)
- Saturday Nights & Sunday Mornings (2008)
- Somewhere Under Wonderland (2014)

### Recopilatorios
- Films About Ghosts: The Best Of... (2003)
- August And Everything After/Recovering The Satelites (2009)
- Live in New York City: 1997 (2012)

### Discos de versiones
- Underwater Sunshine (or What We Did on Our Summer Vacation) (2012)

### Sencillos
- August And Everything After
  - Mr. Jones (1993)
  - Round Here (1994)
  - Omaha (1994)
  - Rain King (1994)
  - A Murder Of One (1994)
- Recovering The Satellites
  - Angels Of The Silences (1996)
  - A Long December (1996)
  - Daylight Fading (1997)
  - Have You Seen Me Lately? (1997)
- This Desert Life
  - Hanginaround (1999)
  - Mr. Potter's Lullaby (2000)
  - All My Friends (2000)
- Hard Candy
  - American Girls (2002)
  - Miami (2002)
  - Big Yellow Taxi (2003) (con Vanessa Carlton)
  - If I Could Give All My Love (2003)
  - Holiday In Spain (2004) con BLØF
- Saturday Nights & Sunday Mornings
  - 1492 (2008)
  - You Can't Count On Me (2008)
  - Come Around (2008)
  - Sundays (2008)
  - When I Dream Of Michelangelo (2008)
- Underwater Sunshine (or What We Did on Our Summer Vacation)
  - Start Again (2012) (cover de Teenage Fanclub)
- Somewhere Under Wonderland
  - Palisades Park (2014)
  - Scarecrow (2014)
  - Earthquake Driver (2014)
- Otros
  - Einstein On The Beach (For An Eggman) (1994) - Para el recopilatorio DGC Rarities Vol. 1
  - She Don't Want Nobody Near (2004) - Pista inédita publicada en Films About Ghosts: The Best Of...
  - Accidentally In Love (2004) - Para la banda sonora de Shrek 2